# Val-Barker-Pokal
Der Val-Barker-Pokal ist eine Auszeichnung für den jeweils technisch besten Boxer bei den Olympischen Spielen. Die Trophäe wurde erstmals 1936 bei den Olympischen Spielen in Berlin vergeben. Der Namensgeber Val Barker war der erste Ehrensekretär der Fédération Internationale de Boxe Amateur (FIBA) sowie Präsident und Ehrensekretär der Amateur Boxing Association of England (ABA).

## Gewinner
| Jahr | Austragungsort | Athlet               | Nationalität           | Gewichtsklasse     | Medaille |
| ---- | -------------- | -------------------- | ---------------------- | ------------------ | -------- |
| 1936 | Berlin         | Louis Laurie         | Vereinigte Staaten     | Fliegengewicht     | Bronze   |
| 1948 | London         | George Hunter        | Südafrika              | Halbschwergewicht  | Gold     |
| 1952 | Helsinki       | Norvel Lee           | Vereinigte Staaten     | Halbschwergewicht  | Gold     |
| 1956 | Melbourne      | Richard McTaggart    | Vereinigtes Königreich | Leichtgewicht      | Gold     |
| 1960 | Rom            | Giovanni Benvenuti   | Italien                | Weltergewicht      | Gold     |
| 1964 | Tokio          | Waleri Popentschenko | Sowjetunion            | Mittelgewicht      | Gold     |
| 1968 | Mexiko-Stadt   | Philip Waruinge      | Kenia                  | Federgewicht       | Bronze   |
| 1972 | München        | Teófilo Stevenson    | Kuba                   | Schwergewicht      | Gold     |
| 1976 | Montréal       | Howard Davis         | Vereinigte Staaten     | Leichtgewicht      | Gold     |
| 1980 | Moskau         | Patrizio Oliva       | Italien                | Halbweltergewicht  | Gold     |
| 1984 | Los Angeles    | Paul Gonzales        | Vereinigte Staaten     | Leichtgewicht      | Gold     |
| 1988 | Seoul          | Roy Jones            | Vereinigte Staaten     | Halbmittelgewicht  | Silber   |
| 1992 | Barcelona      | Roberto Balado       | Kuba                   | Superschwergewicht | Gold     |
| 1996 | Atlanta        | Wassili Schirow      | Kasachstan             | Halbschwergewicht  | Gold     |
| 2000 | Sydney         | Oleg Saitow          | Russland               | Weltergewicht      | Gold     |
| 2004 | Athen          | Baqtijar Artajew     | Kasachstan             | Weltergewicht      | Gold     |
| 2008 | Peking         | Wassyl Lomatschenko  | Ukraine                | Federgewicht       | Gold     |
| 2012 | London         | Serik Säpijew        | Kasachstan             | Weltergewicht      | Gold     |
| 2016 | Rio de Janeiro | Hasanboy Doʻsmatov   | Usbekistan             | Halbfliegengewicht | Gold     |

## Ranglisten
| Rang | Land                   | Titel |
| ---- | ---------------------- | ----- |
| 1    | Vereinigte Staaten     | 5     |
| 2    | Kasachstan             | 3     |
| 3    | Italien                | 2     |
| 3    | Kuba                   | 2     |
| 6    | Kenia                  | 1     |
| 6    | Sowjetunion            | 1     |
| 6    | Südafrika              | 1     |
| 6    | Ukraine                | 1     |
| 6    | Vereinigtes Königreich | 1     |
| 6    | Usbekistan             | 1     |
| 6    | Russland               | 1     |

| Rang | Gewichtsklasse     | Titel |
| ---- | ------------------ | ----- |
| 1    | Weltergewicht      | 4     |
| 2    | Halbschwergewicht  | 3     |
| 2    | Leichtgewicht      | 3     |
| 4    | Federgewicht       | 2     |
| 5    | Fliegengewicht     | 1     |
| 5    | Halbmittelgewicht  | 1     |
| 5    | Halbweltergewicht  | 1     |
| 5    | Mittelgewicht      | 1     |
| 5    | Schwergewicht      | 1     |
| 5    | Superschwergewicht | 1     |
| 5    | Halbfliegengewicht | 1     |

| Rang | Medaille | Titel |
| ---- | -------- | ----- |
| 1    | Gold     | 16    |
| 2    | Bronze   | 2     |
| 3    | Silber   | 1     |